# Haylie Duff
Haylie Katherine Duff, född 19 februari 1985 i Houston i Texas, är en amerikansk skådespelare och sångerska. 
Haylie Duff är äldre syster till Hilary Duff och spelade bland annat rollen som Sandy Jameson i Sjunde himlen och rollen som Ava Marchetta i filmen Material Girls. Duff har även medverkat i Chicago Hope, Boston Public, American Dreams och Lizzie McGuire. Hon medverkar på skivan Family Guy: Live in Vegas som Stewies tidigare barnvakt. I april 2014 berättade Duff att hon och Matt Rosenberg är förlovade. Paret har två döttrar tillsammans, Ryan Ava Erhard Rosenberg, född den 11 maj 2015, och Lulu Gray Rosenberg, född 5 juni 2018.

## Filmografi
- 1997 - True Women
- 1997 - Hope - Martha Jean Pruitt
- 1998 - Familjen Addams återförenas - Gina Adams
- 1999 - The Amanda Show - Flickan i folkmassan
- 2000 - Dreams In The Attic - Jessica
- 2000 - Chicago Hope - Jenny
- 2001 - The Newman Shower - Wendy
- 2001 - Boston Public - Sylvia
- 2002-2003 - Lizzie McGuire - Amy Sanders (Kusin Amy)
- 2003 - Third Watch - Ung Faith
- 2003 - I Love Your Work - Frat Brat flickvännen
- 2003 - American Dreams - Shangri-Las
- 2004 - Napoleon Dynamite - Summer Wheatly
- 2004 - That's So Raven - Katina
- 2004 - In Search Of Santa - rösten till Lucinda
- 2004 - One On One - Mandy
- 2005 - Dishdogz - Cassidy
- 2005 - Complete Savages - Jessica
- 2005 - Joan Of Arcadia - Stevie Marx
- 2005-2007 - Sjunde himlen - Sandy Jameson
- 2006 -  Material Girls - Ava Marchetta
- 2007 - Nightmare - Molly
- 2007 - My Sexiest Year - Debbie
- 2008 - Backwoods - Lee
- 2008 - Legacy - Lana Stephens
- 2009 - Love Takes Wing - Dr. Annie Nelson
- 2009 - Love Finds A Home - Dr. Annie Nelson
- 2009 - My Nanny's Secret - Claudia
- 2009 - Foodfight! - rösten till Sweet Cakes
- 2009 - Fear Island - Jenna
- 2010 - Tug - Kim
- 2011 - Blackout - Suzanne (1 avsnitt)
- 2011 - Slightly Single In L.A. - Jill
- 2011 - Pennhurst - Megan
- 2011 - Holiday Engagement - Trisha Burns
- 2011 - Cousin Sarah - Tiffany
- 2013 - Christmas Belle - Isabelle
- 2014 -The Wedding Pact - Elizabeth Carter
- 2014-  Real Girl's Kitchen - Programledare
- 2015 - Desecrated - Allie McClean
- 2015 - Badge Of Honor - Brittany Gallo
- 2015 - His Secret Family - Allison Goodman